# Константинопольский договор (1724)
Константино́польский догово́р 1724 года — договор, разграничивающий сферы влияния Российской и Османской империй в Закавказье. Подписан 12 (23) июня 1724 года в Константинополе.
Согласно договору Российская империя сохраняла территории на западном и южном побережье Каспия, полученные по Петербургскому договору 1723 года с Персией. Османской империи отходили Картли (Тифлис), Эриванское ханство, Карабахское беглербегство (Гянджа, Берда, Карабах), Нахчивань, Шамахи, Тебриз и северо-иранские земли (Казвин).